# Divizia A 2018
La Divizia A 2018 fue la edición número 28 de la Divizia A, el segundo nivel del sistema de ligas del fútbol de Moldavia. La temporada comenzó el 21 de abril de 2018 y finalizó el 3 de noviembre de 2018.

## Sistema de competición
Los 12 equipos se enfrentan bajo el sistema de todos contra todos en dos ocasiones. Al final de la temporada, el equipo que sume la mayor cantidad de puntos será declarado campeón y ascenderá a la Divizia Națională. Por otro lado, el club que ocupe la última posición descenderá a la Divizia B.

## Equipos participantes
| Club        | Ciudad       |
| ----------- | ------------ |
| Cahul-2005  | Cahul        |
| Codru       | Lozova       |
| Florești    | Florești     |
| Grănicerul  | Glodeni      |
| Iskra       | Rîbnița      |
| Real Succes | Chișinău     |
| Saxan       | Ceadîr-Lunga |
| Sîngerei    | Sîngerei     |
| Sireți      | Sireți       |
| Sparta      | Chișinău     |
| Ungheni     | Ungheni      |
| Victoria    | Bardar       |

## Tabla de posiciones
Actualizado el 4 de noviembre de 2018
| Pos. | Equipo             | PJ | PG | PE | PP | GF | GC | Dif. | Pts. | Ascenso o Descenso               |
| ---- | ------------------ | -- | -- | -- | -- | -- | -- | ---- | ---- | -------------------------------- |
| 1    | Codru Lozova       | 22 | 14 | 6  | 2  | 53 | 20 | +33  | 48   | Ascenso a Divizia Națională 2019 |
| 2    | Florești           | 22 | 12 | 4  | 6  | 40 | 27 | +13  | 40   |                                  |
| 3    | Sîngerei           | 22 | 10 | 6  | 6  | 47 | 42 | +5   | 36   |                                  |
| 4    | FC Victoria Bardar | 22 | 10 | 5  | 7  | 51 | 43 | +8   | 35   |                                  |
| 5    | Grănicerul Glodeni | 22 | 10 | 4  | 8  | 43 | 35 | +8   | 34   |                                  |
| 6    | Saxan              | 22 | 9  | 3  | 10 | 41 | 31 | +10  | 30   |                                  |
| 7    | Ungheni            | 22 | 7  | 7  | 8  | 50 | 65 | −15  | 28   |                                  |
| 8    | Cahul-2005         | 22 | 7  | 6  | 9  | 38 | 31 | +7   | 27   |                                  |
| 9    | Sireți             | 22 | 6  | 5  | 11 | 36 | 47 | −11  | 23   |                                  |
| 10   | Real Succes        | 22 | 6  | 4  | 12 | 49 | 75 | −26  | 22   |                                  |
| 11   | Sparta Chișinău    | 22 | 5  | 6  | 11 | 34 | 51 | −17  | 21   |                                  |
| 12   | Iskra Rîbnița      | 22 | 4  | 8  | 10 | 27 | 42 | −15  | 20   | Descenso a Divizia B 2019        |

## Goleadores
| Posición | Jugador           | Club                           | Goles |
| -------- | ----------------- | ------------------------------ | ----- |
| 1        | Ghenadie Orbu     | Victoria                       | 21    |
| 2        | Dmitri Maneacov   | Sîngerei (19) / Grănicerul (1) | 20    |
| 3        | Radu Lazar        | Sireți                         | 18    |
| 4        | Vladimir Haritov  | Cahul-2005                     | 14    |
| 4        | Nicolae Nemerenco | Codru                          | 14    |
| 6        | Roman Șumchin     | Ungheni                        | 13    |
| 6        | Igor Bîcicov      | Victoria (2) / Florești (11)   | 13    |